# Labette megye
Labette megye az Amerikai Egyesült Államokban, azon belül Kansas államban található. Megyeszékhelye Oswego, legnagyobb városa Parsons. Lakosainak száma 20 184 fő (2020. április 1.). Labette megye Montgomery, Craig, Neosho, Crawford, Cherokee és Nowata megyékkel határos.

## Népesség
A megye népességének változása:
| Lakosok száma | 21 547 | 21 425 | 21 196 | 20 916 | 20 803 | 20 184 |
|               | 2010   | 2011   | 2012   | 2013   | 2015   | 2020   |